# Andrássy Aladár
Csíkszentkirályi és krasznahorkai gróf Andrássy Aladár (Pest, 1827. február 16. – Budapest, 1903. április 2.) magyar nagybirtokos, honvéd őrnagy, idősebb Andrássy Gyula és Andrássy Manó öccse.

## Életútja
Csíkszentkirályi és krasznahorkai gróf Andrássy Károly (1792–1845) és szapári, muraszombathi és széchyszigeti Szapáry Etelka grófnő (1798-1876) legkisebb gyermekeként jött a világra 1827-ben. Gyermekkorában teljes magyar nevelésben részesült, középiskolai és egyetemi tanulmányait is magánúton végezte. Jogot végzett, de 2 évig tanult a bécsi hadmérnöki akadémián is.
A szabadságharc idején 21 évesen Bem apó hadseregében vitézkedett egészen a világosi fegyverletételig, ami után külföldön tartózkodott. Az 1848/1849-es szabadságharcban hadnagy (1848. július), főhadnagy (október), százados (december), Bem József segédtisztje, majd törzstisztje. 1860–1861-ben 2000 koronát adott az MTA-nak.
1862-ben megházasodott Wenckheim Leontine (1841-1921) bárónővel, hozományul pedig a Czindery-javakat kapta. Két gyermekük született:
- gróf csíkszentkirályi és krasznahorkai Andrássy Sándor (1863-1946): galánthai gróf Esterházy Mária Angelikát, akitől 4 gyermeke is született. Sándor leszármazottai ma valószínűleg valahol Kanada területén élnek.[6]

- csíkszentkirályi és krasznahorkai gróf Andrássy Mária (1865-1953): gróf Széchenyi Imréhezhez ment feleségül, akitől 5 gyermeke született.

Egészen 1865-ig emigrációban élt. Az alkotmány helyreállítása után Zemplén vármegyében vállalt főispánságot, de ezen Gömör vármegye és Kishont vármegye főispánságával is bírt. Hazatérése után elsősorban gazdasági kérdésekkel, elsősorban a lótenyésztés fejlesztésével foglalkozott. Budapesten vezető szerepet játszott a gazdasági és pénzügyi életben, politikai kérdésekben a Szabadelvű Pártot támogatta.
Sokkal több szerepet töltött be mint egyszerű nagybirtokos vagy gróf: ő volt a Magyar Mezőgazdák Szövetkezetének megalapítója és elnöke, a Magyar Általános Hitelbank Igazgatósági Tanács elnöke, az Országos Magyar Gazdasági Egyesület alelnöke, az aranygyapjas rend vitéze, a Lipót-rend tagja, magyar királyi főkamarásmester és főudvarmester, belső titkos tanácsos, a főrendiház örökös tagja.
1903-ban halt meg 76 évesen március 2-án. Március 4-én délután szentelték be Budapesten, március 5-én pedig Rozsnyóról a krasznahorkai családi sírba helyezték örök nyugalomra. Felesége 18 évvel élte túl a tekintélyes és köztiszteletben álló férfit.